# Dream 13
O Dream 13 foi um evento de MMA da série DREAM promovido pela Fighting and Entertainment Group(FEG) no dia 22 de Março de 2010 na Yokohama Arena , em Yokohama, no Japão .

## Confrontos
- Confronto pelo título dos Pesos Pena:  Bibiano Fernandes  vs.  Joachim Hansen

Fernandes vence por decisão dividida, e mantem o Título dos Pesos Pena.
- Confronto de Pesos Pesados:  Josh Barnett vs.  Siala "Mighty Mo" Siligia

Barnett vence por finalização (Kimura) aos 4:41 do 1º Round.
- Confronto Catchweight (72 kg):  KJ Noons vs.  Andre Amade

Noons vence por decisão unânime.
- Confronto de Meio Médios:  Ryo Chonan vs.  Andrews Nakahara

Chonan vence por decisão unânime.
- Confronto de Pesos Pena:  Cole Escovedo vs.  Yoshiro Maeda

Escovedo vence por KO (Chute na Cabeça) aos 2:29 do 1º Round.
- Confronto de Pesos Leves:  Katsunori Kikuno vs.  Kuniyoshi Hironaka

Kikuno vence por KO (Golpes) a 1:26 do 1º Round.
- Confronto de Pesos Pesados:  Ikuhisa Minowa vs.  Jimmy Ambriz

Minowa vence por finalização (Toe Hold) aos 2:42 do 2º Round.

## Nota
KJ Noons e Andre Amade pesaram mais do que o limite da categoria leve(70 kg), e decidiram lutar até 72 kg.